# Renat

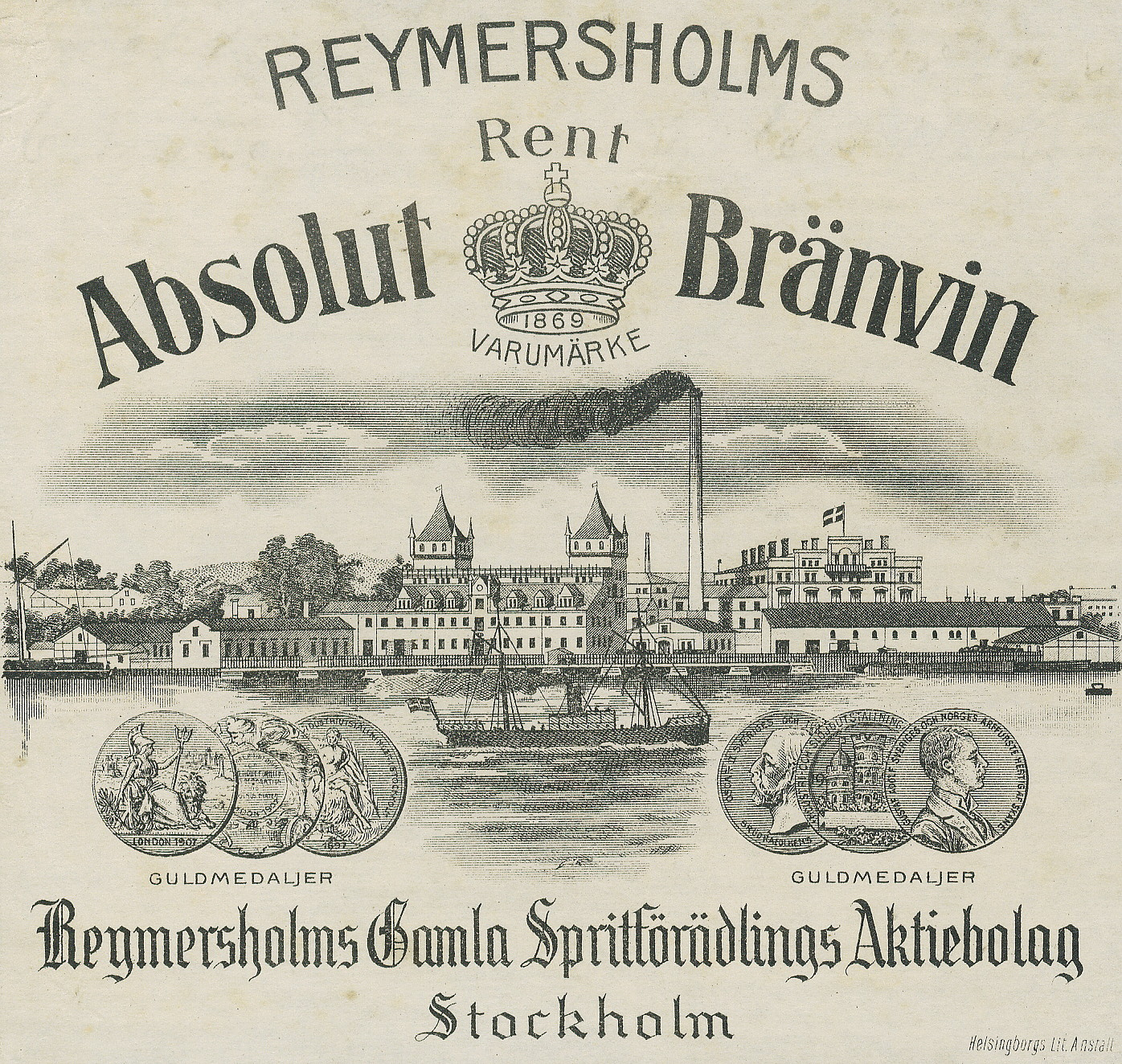
Absolut Rent Brännvin, etikett.

Renat är ett svenskt brännvin (vodka) som tillverkas av vete och har en alkoholhalt på 37,5 %.
År 1877 lanserade Lars Olsson Smith "Tiodubbelt renadt brännvin" eller "Absolut rent brännvin" som tillverkats i en ny destillationspanna på Reimersholm i Stockholm. Eftersom pannan möjliggjorde kontinuerlig destillering kunde spriten renas helt och hållet från finkel och Renat blev det första helt finkelfria brännvinet i Sverige. Produktnamnet "Absolut rent brännvin" byttes till Renat på 1970-talet för att bana väg för den nya produkten Absolut Vodka som lanserades 1979.
År 2002 ersattes den tidigare flaskan från 1954 med en ny formgiven av glaskonstnären Jan Johansson vid Orrefors glasbruk. Samtidigt ersattes etiketten av en ny formgiven av Roland Ingemarsson. Flaskan tillverkas vid Limmareds glasbruk.
I Systembolagets katalog har Renat artikelnummer 1.